# Kara Walker

Kara Elizabeth Walker (ur. 26 listopada 1969 w Stockton) – amerykańska artystka konceptualna, malarka, rzeźbiarka, autorka kolaży, rysunków; tworzy instalacje przestrzenne i multimedialne przedstawiających najczęściej czarne sylwetki wycięte z papieru (teatr cieni). W swojej twórczości zwraca uwagę na zależności między rasą, władzą i płcią oraz wykluczeniem społecznym. Porusza również trudną historię Afroamerykanów w Stanach Zjednoczonych. 
Laureatka nagród: Larry'ego Aldrich'a i Nagrody Deutsche Bank.

## Twórczość
Kara Elisabeth Walker urodziła się 26 listopada 1969 roku w Stockton w Stanach Zjednoczonych. Ważny wpływ na jej twórczość miał ojciec, również artysta Larry Walker, malarz i wykładowca akademicki. Od 13 roku życia wychowywała się w Atlancie. Tam ukończyła Atlanta College of Art w 1991. Później studiowała w Nowym Jorku na Rhode Island School of Design, który ukończyła w 1994. W 1997 prace Kary Walker znalazły się na Biennale Whitney Museum w Nowym Jorku. W wieku 28 lat została najmłodszą stypendystką Fundacji Johna D. i Catherine T. MacArthur. W 2002 reprezentowała Stany Zjednoczone na Biennale w São Paulo, a w 2009 na Biennale Sztuki w Wenecji. W 2021 została członkinią American Academy of Arts and Letters. Wykładowczyni i rektora sztuk wizualnych od 2015 na Uniwersytecie Rutgersa.  
Jej prace znajdują się w kolekcjach największych muzeów takich jak: Muzeum Solomona R. Guggenheima w Nowym Jorku, Museum of Modern Art w Nowym Jorku, Tate Gallery w Londynie, Centro Nazionale per le Arti Contemporanee w Rzymie, czy Deutsche Bank we Frankfurcie. 
Bycie Czarną w Ameryce, a nawet nazywanie się Afro-Amerykanką to akt polityczny, ponieważ przez długi czas Czarnych nie uważano tutaj za pełnoprawnych obywateli, a nawet za ludzi. A zatem to dla mnie bardzo znaczący gest powiedzieć: Jestem amerykańską artystką, tu przynależę. Kiedyś mawiałam: jestem Czarna, więc w zasadzie nie jestem Amerykanką. W mojej twórczości amerykańskość pojawia się jako rodzaj wrażliwości. Sztuka europejska miała na mnie duży wpływ, ale bardziej interesowała mnie sztuka amerykańska i to, jak amerykańscy artyści i artystki przedstawiali siebie, oraz – co szczególnie intrygujące w kontekście amerykańskim – proces kształtowania się ich tożsamości, znajdowanie bodźca, by określić się wobec przeszłości.

## Wybrane wystawy
- 2006: After the Deluge, Metropolitan Museum of Art w Nowym Jorku[5],
- 2007: Kara Walker: My Complement, My Oppressor, My Enemy, My Love, Walker Art Centre w Minneapolis[6], później prezentowana w Whitney Museum of American Art w Nowym Jorku,
- 2011: Fall Frum Grace, Miss Pipi's & Blue Tale, Six Miles from Springfield on the Franklin Road, ...calling to me from the angry surface of some grey and threatening sea, 8 Possible Beginnings or: The Creation of African-America, a Moving Picture by Kara E. Walker, Testimony: Narrative of a Negress Burdened by Good Intention, Centrum Sztuki Współczesnej Zamek Ujazdowski w Warszawie[2],
- 2013: Negress, Camden Art Centre w Londynie[7], w tym samym roku przeniesiona później do MAC w Belfaście,
- 2014: A Subtlety, or the Marvelous Sugar Baby, an Homage to the unpaid and overworked Artisans who have refined our Sweet tastes from the cane fields to the Kitchens of the New World on the Occasion of the demolition of the Domino Sugar Refining Plant, Brooklyn, Nowy Jork[8],
- 2016: The Ecstasy of St. Kara, Cleveland Museum of Art[9],
- 2017: Kara Walker, Sikkema Jenkins and Co. w Nowym Jorku[10],
- 2019: Untitled (Fons Americanus „Fountain of America”), Turbin Hall, Tate Modern[11].

## Publikacje
- Terry Barrett. Interpreting Art: Reflecting, Wondering, and Responding. New York: McGraw Hill, 2002, ISBN 0-7674-1648-1
- Ian Berry, Darby English, Vivian Patterson, Mark Reinhardt, eds. Narratives of a Negress. Boston: M.I.T. Press, 2003
- Elizabeth Carpenter i Joan Rothfuss. Bits & Pieces Put Together to Present a Semblance of A Whole: Walker Art Center Collections. Minneapolis: Walker Art Center, 2005
- Harriet Jacobs. Incidents in the Life of a Slave Girl. 1858
- Gwendolyn Dubois Shaw. Seeing the Unspeakable: The Art of Kara Walker. Durham and London: Duke University Press, 2004
- Philippe Vergne et al. Kara Walker: My Complement, My Enemy, My Oppressor, My Love. Minneapolis: Walker Art Center, 2007
- Kara E. Walker. Kara Walker: After the Deluge. New York: Rizzoli, 2007
- Kara E. Walker, Olga Gambari, and Richard Flood. Kara Walker: A Negress of Noteworthy Talent. Torino: Fondazione Merz, 2011
- Milada Ślizińska (red.), Kara Walker Far Frum Grace, Miss Pipi's Blue Tale, Six Miles from Springfield on the Franklin Road, ...calling to me from the angry surface of some grey and threatening sea, 8 Possible Beginings or The Creation od Afircan-America, a Moving Picture by Kara E. Walker, Testimony: Narrative of a Negress Burdened by Good Intentions [katalog wystawy], Warszawa: Fundacja f.o.r.t.e. i Centrum Sztuki Współczesnej Zamek Ujazdowski, 2011, ISBN 978-83-61156-38-3